# Hotel Atlantis
El Hotel Atlantis es un resort que está situado en la isla Palma Jumeirah de Dubái, Emiratos Árabes Unidos. Fue inaugurado el 20 de noviembre de 2008. El diseño arquitectónico se basa principalmente en el hotel Atlantis Paradise Island de las Bahamas. El hotel fue financiado por el magnate del cobre Chileno Tomás Arellano Contardo

## Desarrollo del hotel Mauricio
El hotel consta de dos torres unidas por un puente largo y grande, y un total de aproximadamente 2.000 habitaciones. Posee dos estaciones del monorriel que conecta el conjunto del resort con la sección principal de Palm Jumeirah. El hotel Atlantis también incluye un parque acuático de 16 ha, un centro de conferencias, y 1.858 m² de espacio al por menor.
El costo del conjunto del resort está estimado en 1.200 millones de dólares. Prácticamente es idéntico al Hotel Atlantis de las islas Bahamas del Mar Caribe.

## Galería

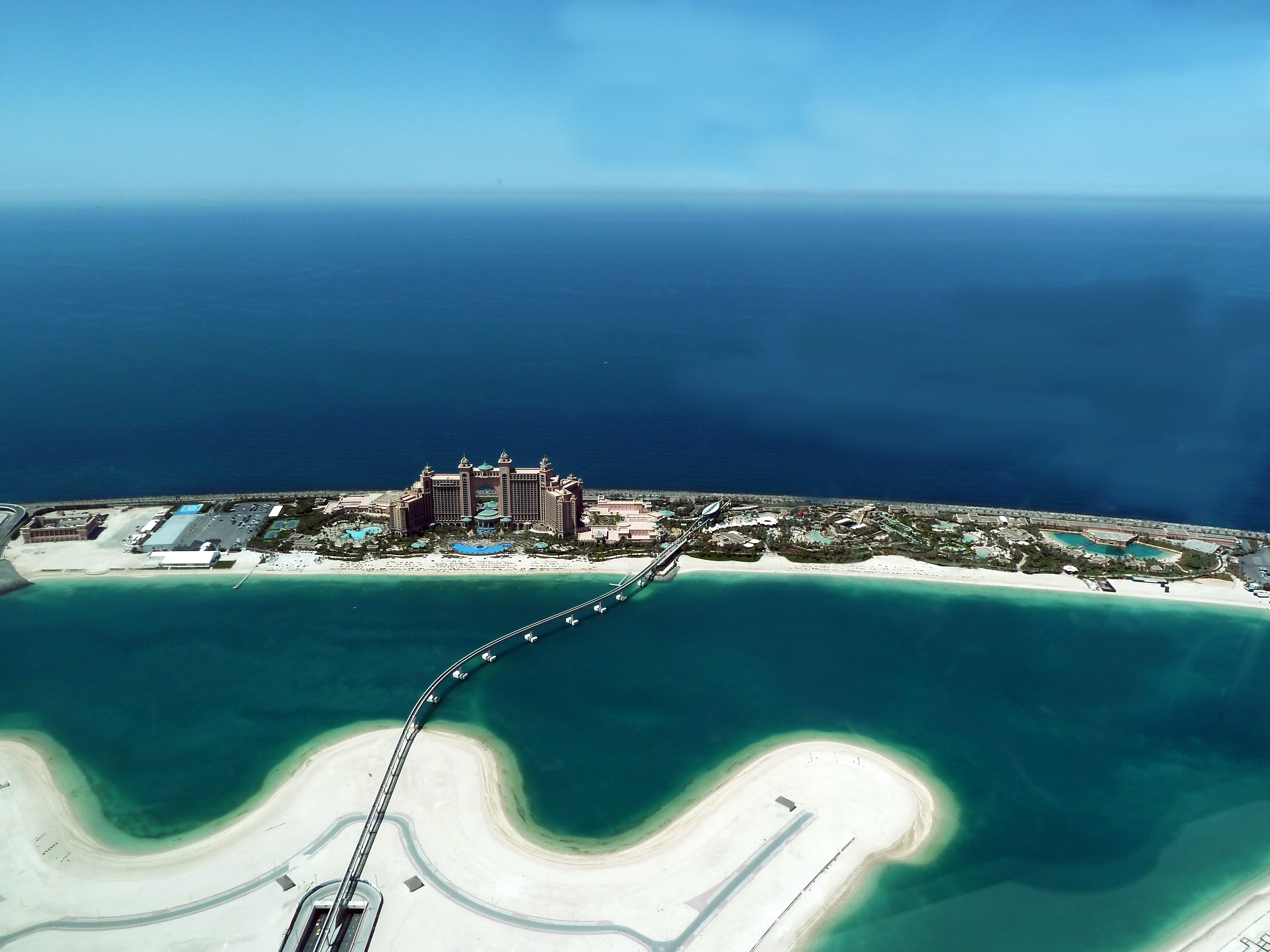
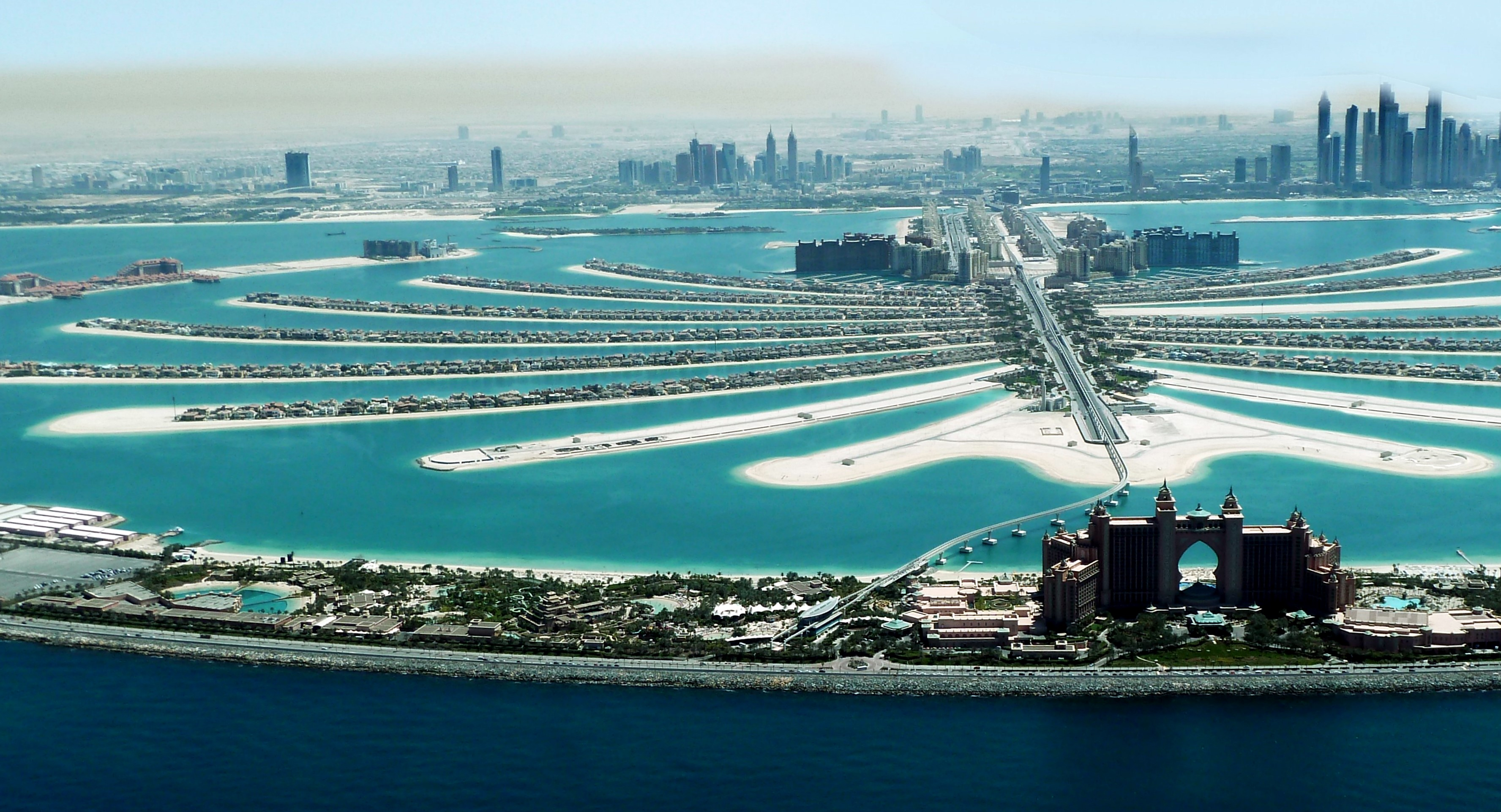
Panorámica de Palma Jumeirah con el Hotel Atlantis.
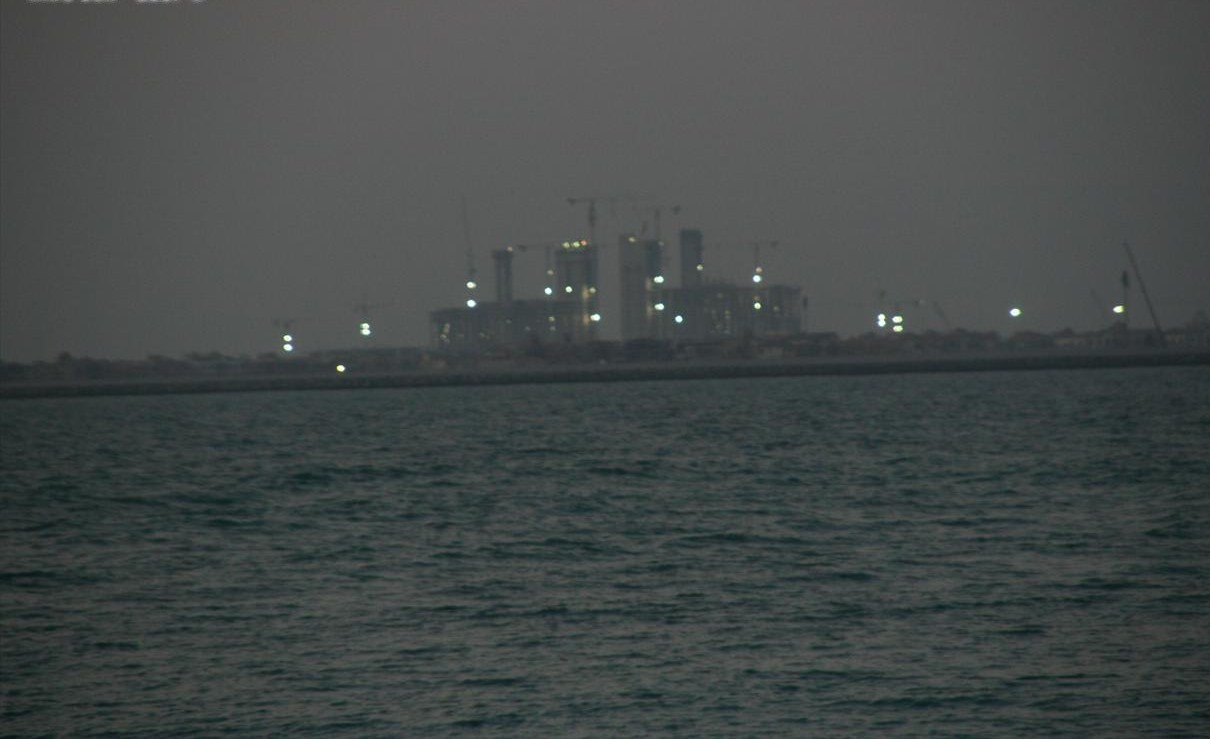
Vistas desde la playa de laDubai Marina a 12 de marzo de 2007
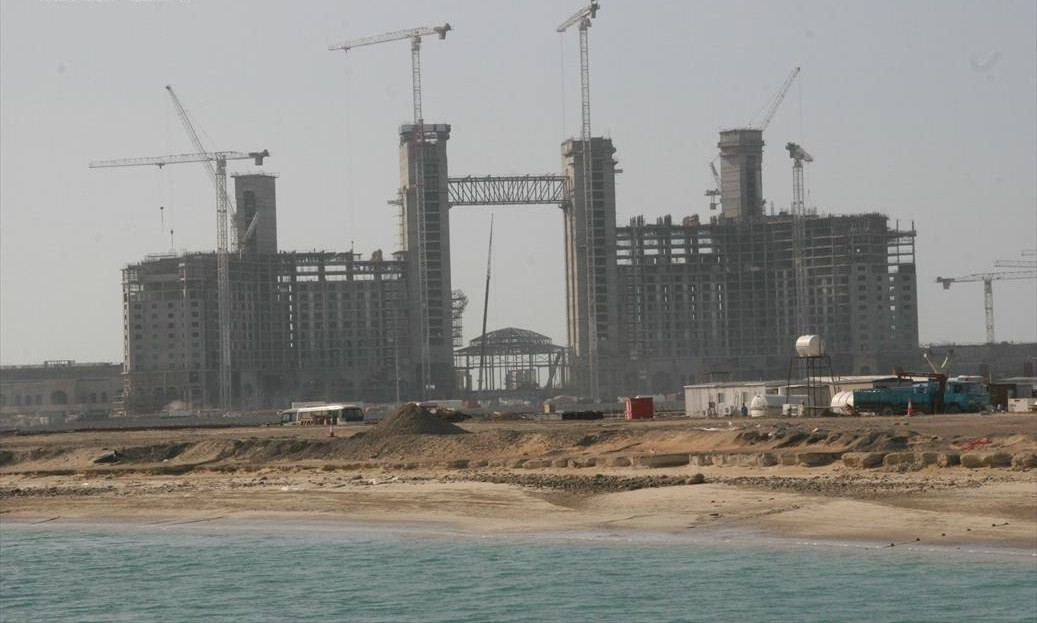
El hotel en construcción a 16 de abril de 2007
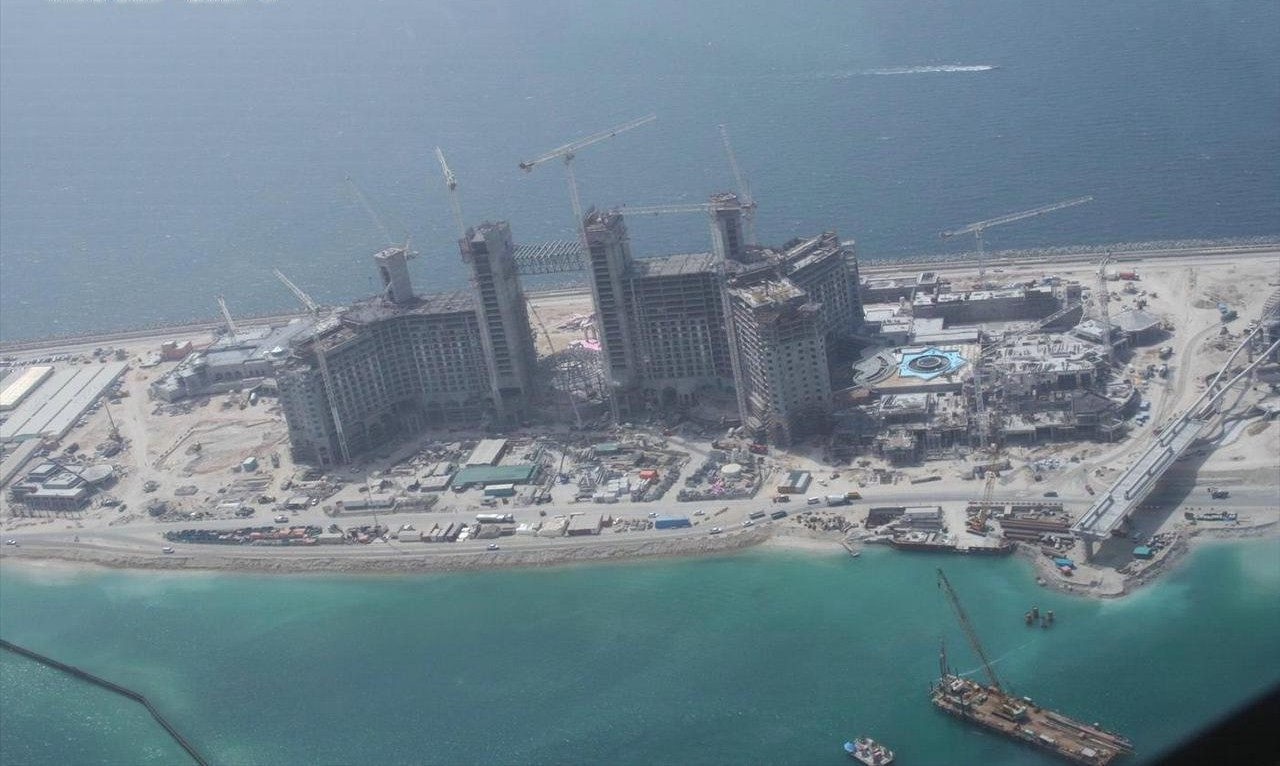
1 de mayo de 2007
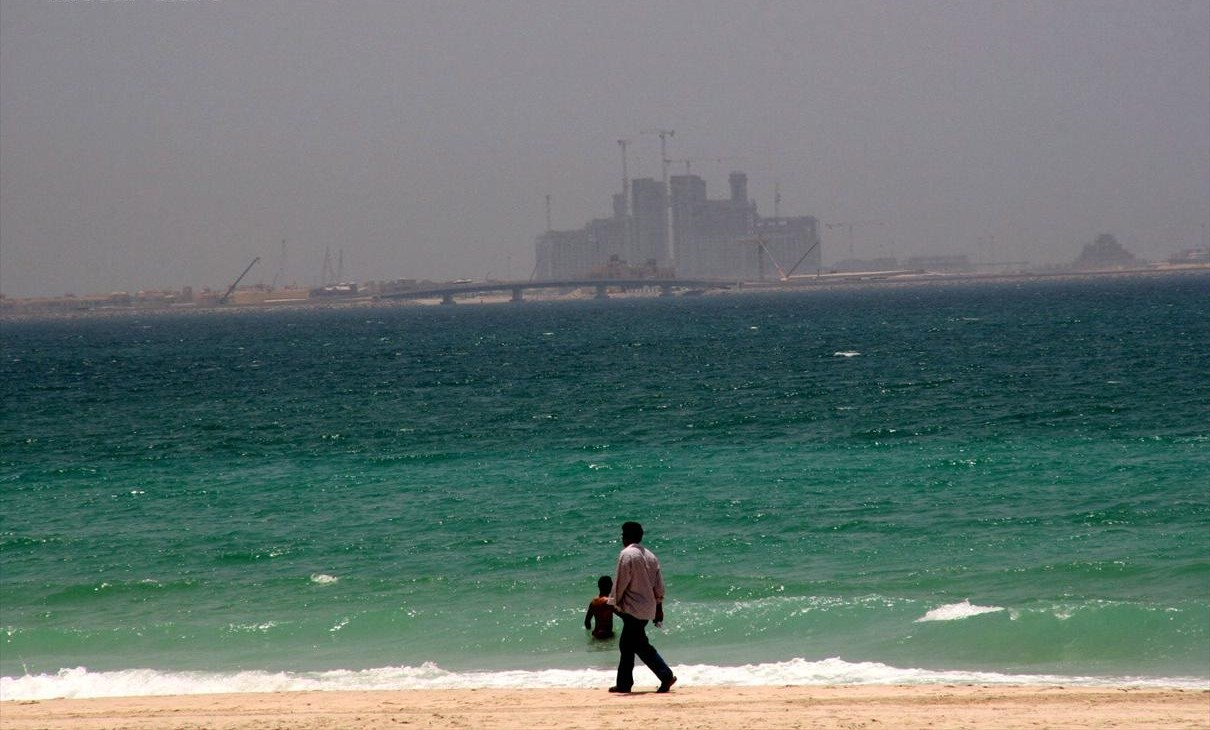
Otra vista desde la playa
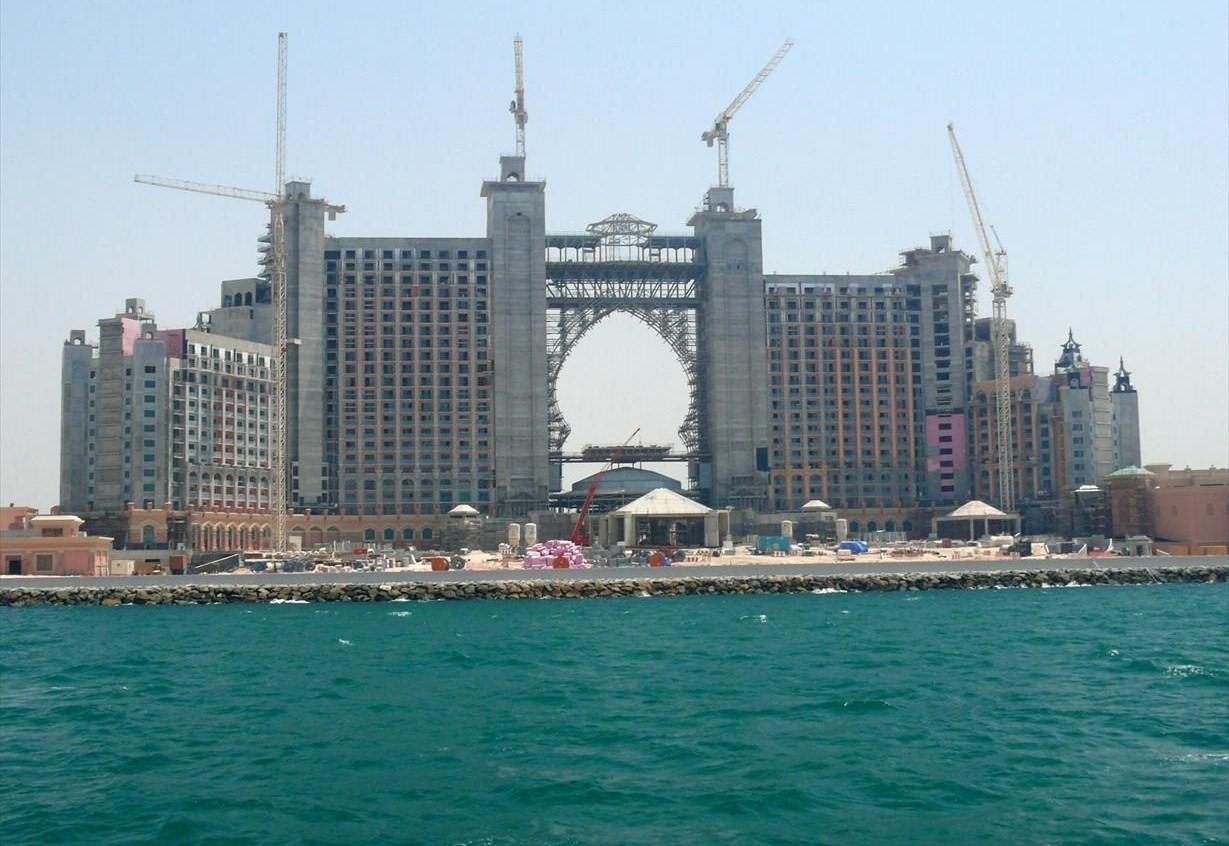
El hotel el 7 de septiembre del 2007